# Taber (Alberta)
Pour les articles homonymes, voir Taber.
Taber est une ville (town) du district municipal de Taber, située dans la province canadienne d'Alberta.

## Démographie
En tant que localité désignée dans le recensement de 2011, Taber a une population de 8 104 habitants dans 3 086 de ses 3 279 logements, soit une variation de 6,8 % avec la population de 2006. Avec une superficie de 15,08 km2, la ville possède une densité de population de 537,20 hab/km2 en 2011.
Concernant le recensement de 2006, Taber abritait 7 591 habitants dans 2897 de ses 3034 logements. Avec une superficie de 15,085 6 km2, la ville possédait une densité de population de 503,2 hab/km2 en 2006.
| 2001  | 2006  | 2011  | 2016  |
| ----- | ----- | ----- | ----- |
| 7 671 | 7 591 | 8 104 | 8 428 |